# 第10號交響曲 (馬勒)
第十號交響曲作於1910年至1911年，亦是古斯塔夫·馬勒之最後作品。因馬勒本人於創作該交響曲期間逝世，因此被視為「未完成的交響曲」。该作品有多种由后人补充完整的版本被录制和演奏。

## 創作經過
馬勒於1910年七月開始創作第十號交響曲，但只維持了兩個月，便因健康問題而暫停。一直到翌年他去世時，均再沒有對作品作任何修改或增添。按馬勒的計劃，第十號交響曲共分為五個樂章。現存的手稿中，包括了72頁總譜、50頁簡譜（另2頁相信已遺失）及44頁各類型的草稿。其分佈如下：
1. 行板 － 慢板（Andante–Adagio）：結構完整，其中包括已配器的275小節及其他簡譜。
2. 諧躍曲（Scherzo）：結構完整，共有522小節，皆為配器草稿及簡譜。
3. “煉獄” － 中速快板（Purgatorio. Allegro moderato）：170小節簡譜，其中在結尾有出現“返回最前”（Da Capo）的字句。
4. 諧躍曲 － 不太快（[Scherzo. Nicht zu schnell]）：約572小節，只屬草稿。馬勒在樂譜上的結尾曾寫上“由很大的大鼓（須悶壓[vollstandige gedäempfte]）重撃一下”。這是馬勒在紐約時從一次消防員葬禮中聽到的鼓聲所引發的靈感。這一下大鼓重撃在後面的第五樂章開頭時再出現。
5. 終曲 － 很慢（Finale. Langsam, schwer）：約400小節，只屬草稿。

## 配器

#### 馬勒手稿配器（只計算第1，2及3樂章）
- 木管樂器：短笛（只在第三樂章出現），4長笛，4雙簧管，E♭調高音單簧管，4單簧管（B♭調，A調），4巴松管（第4巴松管只於第三樂章出現）
- 銅管樂器：4圓號，4小號，4長號，大號
- 敲擊樂器：定音鼓
- 絃樂器：第一小提琴，第二小提琴，中提琴，大提琴，低音提琴，豎琴

#### 庫克1966年版本及1989版本配器
- 木管樂器：短笛（第四長笛兼任），4長笛，4雙簧管，英國管（第四雙簧管兼任），E♭調高音單簧管（第四單簧管兼任），4單簧管（A調，B♭調），B♭調低音單簧管，4巴松管（第4巴松管只於第三樂章出現），2低音巴松管（第三及四巴松管兼任）
- 銅管樂器：4圓號，4小號，4長號，大號
- 敲擊樂器：2定音鼓，大鼓，大軍鼓，小鼓，鈸，三角鐵，鑼，樂鞭，木琴，鐵片琴
- 絃樂器：第一小提琴，第二小提琴，中提琴，大提琴，低音提琴，豎琴

## 該作品之补完

### 庫克版本
現時所知的，德里克·庫克共有四個不同的版本：
- 庫克“0”版（1960年；未曾發行）

由英國廣播電台樂團演奏。包括完整的第一、三及五樂章，及第二、四樂章的片段。以示範講座形式進行。
- 庫克第一演出版（1960年至1964年；未曾發行）

1964年8月13日由Berthold Goldschmidt首演。錄音版本有尤金·奧曼迪（1965/66）及 Martinon (1966)。
- 庫克第二演出版（1966年–1972年；1976年首次印刷出版）

1972年10月15日由 Wyn Morris 首演。為現時主流的錄音版本。
- 庫克第三版（1989年出版）

根據1976年印刷版重印，將當中的錯處更正；並因應使作品更具演出性，作出少量的配器修改。同時加入由 David Matthews, Colin Matthews 及 Berthold Goldschmidt 所撰寫的評論。

### 其他版本
- Clinton Carpenter（1949年，1966年修改，1983年首演。
- Joseph Wheeler dates（1953年-1965年，1965年最後定稿）。
- Remo Mazzetti（1989年）。
- Rudolf Barshai（2000年）。
- Nicola Samale 及 Giuseppe Mazzucca（2001年）。

以上兩個版本均由 Martin Sieghart 指揮 Arnhem Philharmonic Orchestra 所錄製。
- Clinton Aarpenter（2010年，由大卫·津曼指揮蘇黎世音樂廳管弦樂團錄音）。
- 威廉·门格尔贝格（1924年；2019年12月由梵志登指挥香港管弦乐团首演并录音）[2][3]